# Juha Heinonen
Juha Heinonen (Toivakka, 23 de julho de 1960 – 30 de outubro de 2007) foi um matemático finlandês.

## Vida
Estudou matemática na Universidade de Jyväskylä, onde obteve um doutorado em 1987, orientado por Olli Martio. Foi a partir de 1988 professor assistente na Universidade de Michigan, em 1992 professor associado e em 2000 professor.
Foi palestrante convidado do Congresso Internacional de Matemáticos em Pequim (2002: The branch set of a quasireglar mapping). Foi eleito em 2004 membro da Academia de Ciências da Finlândia.
Foi casado desde 1991 com a matemática Karen Smith.

## Obras
- T. Kilpeläinen, O. Martio Nonlinear potential theory of degenerate elliptic functions, Oxford University Press 1993, Dover 2006
- Analysis on metric spaces, Springer, Universitext 2001
- Nonsmooth calculus, Bulletin AMS, Volume 44, 2007, p. 163–232, Online
- What is a quasiconformal mapping?, Notices AMS, 2006, Nr. 11, pdf